# گراینداستون-رآوز ران (پنسیلوانیا)
گراینداستون-رآوز ران (به انگلیسی: Grindstone-Rowes Run) یک منطقهٔ مسکونی در ایالات متحده آمریکا است که در پنسیلوانیا واقع شده‌است. گراینداستون-رآوز ران ۱٬۱۴۱ نفر جمعیت دارد.